# Панде Църнгаров
Панде Църнгаров – Куклишки е български революционер, деец на Вътрешната македонска революционна организация (ВМРО).

## Биография
Роден е в струмишкото село Куклиш, тогава в Османската империя, днес в Северна Македония. В 1921 година става ръководител на Струмишкия окръжен комитет на ВМРО.
Църнгаров първоначално сътрудничи с петричкия войвода Георги Въндев, но по-късно влиза в конфликт с него и възлага убийството му на Дончо от Чам чифлик. Въндев научава за заговора и успява да убие Дончо, а след това и Църнгаров на 5 май 1924 година в местността Кукла край Куклиш.